# Cyriocosmus leetzi
Cyriocosmus leetzi är en spindelart som beskrevs av Vol 1999. Cyriocosmus leetzi ingår i släktet Cyriocosmus och familjen fågelspindlar.
Artens utbredningsområde är Colombia. Inga underarter finns listade i Catalogue of Life.